# Salvatore Mastroieni
Salvatore Mastroieni (* 5. März 1914 in Sant’Alessio Siculo; † 25. August 1996 ebenda) war ein italienischer Langstreckenläufer.
1934 wurde er bei den Leichtathletik-Europameisterschaften in Turin Fünfter über 5000 m.
Bei den Olympischen Sommerspielen 1936 in Berlin schied er über dieselbe Distanz im Vorlauf aus.
Seine persönliche Bestzeit über 5000 m von 14:55,6 min stellte er am 2. Oktober 1938 in Turin auf.